# Senegal na Letnich Igrzyskach Paraolimpijskich 2008
Senegal na Letnich Igrzyskach Paraolimpijskich reprezentowało 2 zawodników.

## Kadra

### Lekkoatletyka
- Dague Diop
- Ndiaye Mor